# Foulé
Foulé, tyg av ull som antingen enbart består av kamgarn eller även med inslag av kardgarn. Bindningen är av tuskaft- eller kyperttyp. Efter att tyget har vävts valkas det lätt, ruggas och överskärs intill ytan. Foulé används till kläder.